# 2012年布宜諾斯艾利斯火車事故
2012年布宜諾斯艾利斯火車事故（西班牙語：Accidente ferroviario de Once de 2012），或十一区灾难於2012年2月22日發生在阿根廷首都布宜諾斯艾利斯。事故共造成51人死亡、789人受伤。遇难者中有一名中国公民，另有三名华人受轻伤。本起事故是阿根廷历史上，继1970年贝纳维德斯列车事故和1978年萨-佩莱拉列车事故的第三大严重火車事故。
事故发生于当地时间8:33，薩米恩托線第3772号“Chapa 16”列车，在抵达终点站九月十一日車站2号站台时未停车并与挡车器发生碰撞。
事发时，阿根廷国家政府将薩米恩托線交由布宜诺斯艾利斯铁路运营。
阿根廷司法先后两次对本起事故进行调查，称为Once I和Once II。在第一案中，一审法院2014年判决21人有罪（其中18名商人、2名官员和机车乘务员），但上诉法院2018年宣告其中一名罪犯无罪，并减轻其他人剩余刑期，并最终申诉至最高法院。第二案于2018年开庭并采取了与第一案不同的判决标准，虽然谴责克里斯蒂娜·费尔南德斯·德基什内尔政府公共工程部长胡里奥·德维多的铁路破坏行为，但仍宣告其无罪。

## 背景
在2011年至2013年间，薩米恩托線先后发生四起列车事故，两起发生在九月十一日車站、一起发生在弗洛雷斯车站、还有一起发生在卡斯特拉尔车站。首起事故发生于2011年9月13日，造成11人死亡和228人受伤。第二起事故发生于2012年2月22日，造成52人死亡和789人受伤。第三起事故发生于2013年6月13日，造成3人死亡和315人受伤。第四起发生于2013年10月19日，造成105人受伤。

## 事件經過

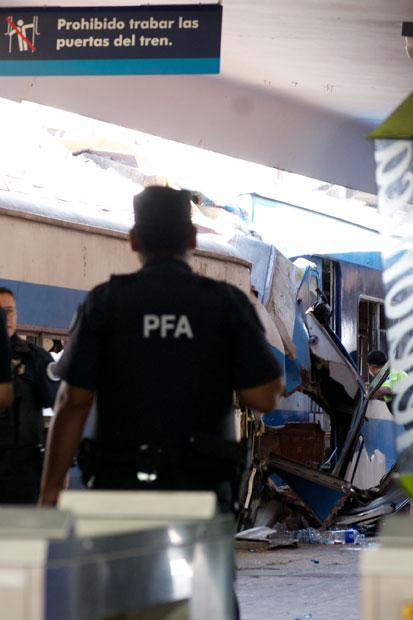
正在检视相撞的第二节车厢的警官

2012年2月22日星期三早上8点33分，薩米恩托線第3772号“Chapa 16”列车，在九月十一日車站2號月台入站時未能停止，列车撞向鐵軌末端的挡车器。機車與八節車廂裡的頭三節車廂相互挤压。根據乘客描述，衝擊的力道使得第二節車廂擠進了第一節車廂，造成數十人受困。BBC描述“一节车厢挤入另一节车厢六米”。多名乘客表示撞击声如同一场巨型爆炸，其冲击波震碎了所有窗户。

### 遇难者

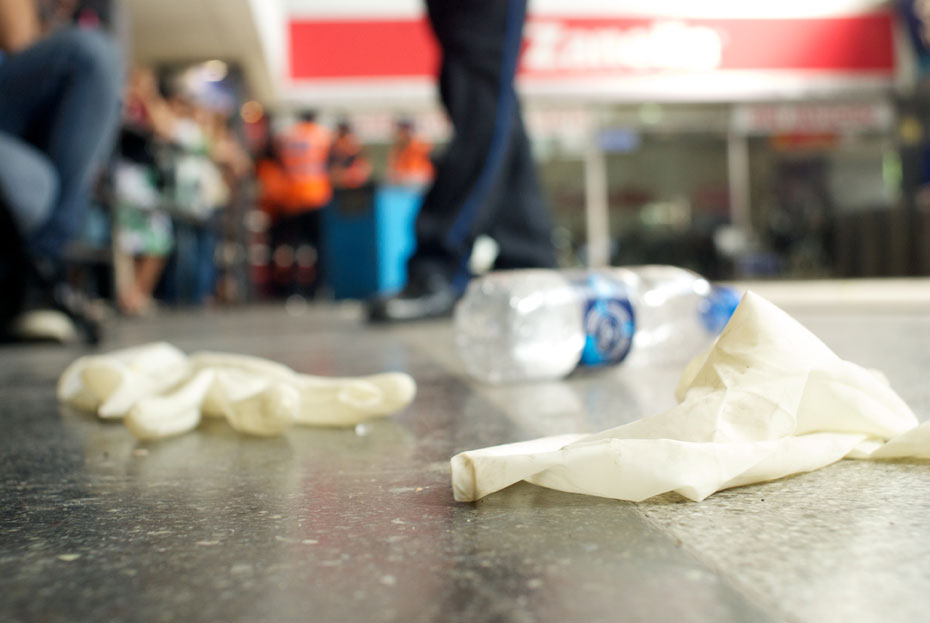
使用于救援的乳胶手套和水瓶

事故發生在狂欢节假期后第一个工作如的早上8点33分，正值早高峰，該火車搭載許多通勤乘客，乘客人數超過1200人。遇难者集中在第一节和第二节车厢。
撞击造成51人遇难，其中包括一名孕妇。受伤人数高达789人，其中200人被转移至布宜诺斯艾利斯市13家医院中。

## 应急响应

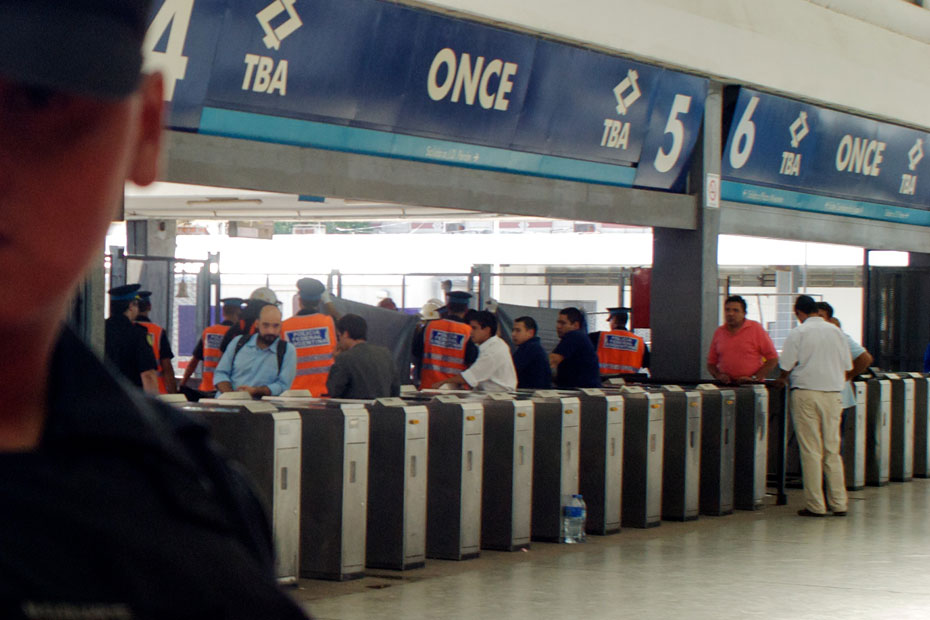
阿根廷联邦警察警员守卫事故现场

事故当天，多辆救护车正停在布宜诺斯艾利斯港等待载有病人的船只抵达。在事故发生后，许多辆救护车离开港口并前往车站进行救治和转移伤者。轻伤者被留在事故现场。布市民防局长表示车厢结构坚固，残骸清除过程困难，救援工作面临巨大困难。列车司机被救出并送往医院。
紧急医疗救护系统的两架直升机和110辆救护车、埃斯特拉·莫兰迪协调的私家救护车、加上几支消防队和数百名联邦警察都参与了此次救援行动。
事故最后一名遇难者卢卡斯·门吉尼·雷伊（西班牙語：Lucas Menghini Rey），20岁，在两天后的第三和第四节车厢之间的驾驶室被发现。受害者父母通过监控录像认出了正从第四节车厢窗户翻越进入的男孩。根据安全部的说法，遇难者位于不对乘客开放的驾驶室。

## 司法行动
联邦法官克劳迪奥·博纳迪奥负责该事故的调查，并分别于2014年和2018年针对不同的被告进行两场审判案，分别称为Once I和Once II。

### 调查
事故调查由联邦检察官费德里科·德尔加多（Federico Delgado）负责，并由联邦法官克劳迪奥·博纳迪奥监督。调查早期，德尔加多检察官严厉指责博纳迪奥法官“盗用”档案，阻碍调查。
调查阶段的核心问题是刹车状况，确定机车乘务员马科斯·科尔多瓦（Marcos Córdoba）忘了进行刹车，或是因列车未得到妥善维护导致刹车损坏，并追究铁路公司所有者、工会成员和监管官员的责任。
总共有六名工程专家参与调查，分别是阿根廷最高法院专家劳尔·迪亚斯（Raúl Díaz）、内斯托尔·卢苏里亚加（Néstor Luzuriaga），布宜诺斯艾利斯大学专家胡安·布里托（Juan Brito），国家交通监管委员会专家奥拉西奥·法贾尼（Horacio Faggiani），亚历杭德罗·莱奥内蒂（Alejandro Leonetti）和胡里奥·帕斯蒂内（Julio Pastine）。其中前三名为政府专家，而法贾尼由涉事司机指定，莱奥内蒂由交通秘书处指定，帕斯蒂内由涉事运营方指定。据号角报报道，胡安·布里托曾收受过运营方钱财。
经调查发现，列车八节车厢中只有六节制动系统压缩机正常工作，其材料受损且七节车厢的整体维修存在问题。调查还发现挡车器液压系统失效。此外，据估计，列车进站速度约为20km/h，是正常速度的五倍。大多数专家认为刹车工作正常，但布里托工程师除外坚持认为机车乘务员没有任何制动系统可用。
博纳迪奥法官驳回了多数专家的结论，并认可了布里托的结论，认为“科尔多瓦很可能出现血压下降时，导致他刹车过早”。因此，博纳迪奥对列车司机科尔多瓦暂缓起诉，并随后对其他专家进行刑事诉讼，指控“支持列车司机在2012年2月22日所发生的事件担负全部刑事责任”。后来，这两项决定被撤销，列车司机科尔多瓦被起诉并受审，而专家组被无罪释放。
最终，2013年2月本案在布宜诺斯艾利斯市第一联邦法院开庭，被告28名，包括列车司机马科斯·科尔多瓦、前交通秘书处处长里卡多·海梅和胡安·巴勃罗·斯基亚维。

### 第一案（Once I）
2014年3月18日，本案在联邦第二刑事法庭开庭，合议庭由罗德里戈·希门尼斯·乌里布鲁（Rodrigo Giménez Uriburu）法官、豪尔赫·阿尔韦托·塔萨拉（Jorge Alberto Tassara）法官和豪尔赫（Jorge Luciano Gorini）法官组成。庭审中主要对两个事实进行辩论，一边是列车事故及其造成的人员伤亡后果，另一边是布宜诺斯艾利斯铁路与政府部门是否存在行政欺诈（Administración fraudulenta）。
案件审理持续近两年。法院裁定驳回六名专家中四位专家（奥拉西奥·法贾尼、胡里奥·帕斯蒂内、亚历杭德罗·莱奥内蒂和劳尔·迪亚斯）的结论，并要求以伪证罪起诉。莱奥内蒂在法庭内当场逮捕。两年后，四位专家被宣判无罪。2015年12月29日本案宣判，2016年3月30日判决书公布。28名被告中，21人被判有罪，7人被判无罪。
法庭认定布宜诺斯艾利斯铁路董事会未能履行其管理和维护的职责。执行委员会和董事会成员为了经济利益不履行其管理和维护的职责，破坏分配给该线路的机车，对公共资产产生损失。这些车辆在恶劣的条件下运行，影响乘客的舒适度和安全，这一切可以作为条件要求政府提供资金修缮机车，这笔资金会先支付给恩菲铁路公司并通过与咨询公司Cometrans SA的虚假合同获取利益。同样的，判决认为公职人员胡安·巴勃罗·斯基亚维和里卡多·海梅在此其中至关重要，他们在交通秘书处任职期间，有着监督铁路系统的义务。在了解列车车队状态不佳、布宜诺斯艾利斯铁路的经营策略以及国家交通监管委员会的警告下，使用官僚手段阻挠阻止运营公司采取此经营策略的措施，加剧了铁路的破坏。判决书指出被告的犯罪行为违反了安全条件，超出了铁路系统允许的风险阈值，且破坏了质量标准，对服务使用者造成了有损尊严的待遇。
法庭严厉谴责了专家团，指责其“为运营商开拓”而犯罪，驳回了列车在碰撞时速度的结论。法庭根据GPS数据推断并认定列车碰撞时速度为20km/h，并得出结论列车司机科尔多瓦在最终时刻尝试刹车，但为时已晚。法庭认为东芝系列车的特点“长制动”，即需要更长的制动距离，是本案的事故基础，但导致长制动被触发的原因并未得到证实。法庭认为这是一种“异常现象”，导致制动性能下降，而这布宜诺斯艾利斯铁路本应避免。这被视为“无视客运铁路最低安全标准的商业策略”一部分。
法庭认为列车司机科尔多瓦制动迟钝、超速行驶以及断开了失能开关是本案发生的原因，但法庭认为他并非主观故意。法庭同样认为，商人以及政府官员对国家财产的行政欺诈负有更大责任，甚至加剧事故风险。
2018年5月8日，联邦刑事上诉法院第三庭作出二审判决，实质维持一审判决，但减轻刑期并宣告丹萨米恩托线主管尼尔·吉多·洛多拉无罪。所有被定罪者已向阿根廷最高法院提出申诉。
| 被告名                                                  | 身份                       | 罪行 | 罪名 | 刑期                                | 刑期                                   | 刑期 |
| 被告名                                                  | 身份                       | 罪行 | 罪名 | 一审                                | 二审                                   | 申诉 |
| ------------------------------------------------------- | -------------------------- | ---- | ---- | ----------------------------------- | -------------------------------------- | ---- |
| 克劳迪奥·奇里利亚诺 Sergio Claudio Cirigliano           | 布宜诺斯艾利斯铁路前总裁   |      |      | 有期徒刑9年                         | 有期徒刑7年                            |      |
| 马塞洛·阿尔韦托·卡尔德龙 Marcelo Alberto Calderón       | Cometrans董事              |      |      | 有期徒刑8年                         | 有期徒刑6年                            |      |
| 豪尔赫·阿尔瓦雷斯 Jorge Álvarez                         | 布宜诺斯艾利斯铁路董事     |      |      | 有期徒刑8年                         | 有期徒刑6年                            |      |
| 胡安·巴勃罗·斯基亚维 Juan Pablo Schiavi                 | 国家政府交通秘书处长       |      |      | 有期徒刑8年                         | 有期徒刑5年6月                         |      |
| 塞尔希奥·丹尼尔·滕波内 Sergio Daniel Tempone            | 布宜诺斯艾利斯铁路运营部长 |      |      | 有期徒刑7年                         | 有期徒刑5年                            |      |
| 里卡多·海梅 Ricardo Jaime                               | 国家政府交通秘书处前处长   |      |      | 有期徒刑8年                         | 有期徒刑7年                            |      |
| 卡洛·米凯莱·费拉里 Carlo Michele Ferrari                | 布宜诺斯艾利斯铁路总裁     |      |      | 有期徒刑6年                         | 有期徒刑5年                            |      |
| 豪尔赫·阿尔韦托·德罗斯雷耶斯 Jorge Alberto De Los Reyes | 布宜诺斯艾利斯铁路副总裁   |      |      | 有期徒刑6年                         | 有期徒刑5年                            |      |
| 卡洛斯·埃斯特班·庞特·贝赫斯 Carlos Esteban Pont Verges  | 布宜诺斯艾利斯铁路董事     |      |      | 有期徒刑6年                         | 有期徒刑5年                            |      |
| 罗克·安赫尔·奇里利亚诺 Roque Ángel Cirigliano           | 布宜诺斯艾利斯铁路机车部长 |      |      | 有期徒刑5年                         | 有期徒刑3年6月                         |      |
| 安东尼奥·马塞洛·苏亚雷斯 Antonio Marcelo Suárez         | 布宜诺斯艾利斯铁路董事     |      |      | 有期徒刑5年                         | 有期徒刑4年                            |      |
| 劳拉·阿依达·巴列斯特罗斯 Laura Aída Ballesteros         | 布宜诺斯艾利斯铁路董事     |      |      | 有期徒刑5年                         | 有期徒刑4年                            |      |
| 吉列尔莫·安东尼奥·达贝尼奥 Guillermo Antonio D'Abenigno | 布宜诺斯艾利斯铁路董事     |      |      | 有期徒刑5年                         | 有期徒刑4年                            |      |
| 弗朗西斯科·阿达尔韦托·帕富米 Francisco Adalberto Pafumi | 布宜诺斯艾利斯铁路董事     |      |      | 有期徒刑5年                         | 有期徒刑4年                            |      |
| 维克托·爱德华多·阿斯特雷拉 Víctor Eduardo Astrella      | 布宜诺斯艾利斯铁路董事     |      |      | 有期徒刑5年                         | 有期徒刑4年                            |      |
| 亚历杭德罗·鲁本·洛帕尔多 Alejandro Rubén Lopardo        | Cometrans董事              |      |      | 有期徒刑4年                         | 有期徒刑3年                            |      |
| 佩德罗·罗克·拉伊内里 Pedro Roque Raineri                | 布宜诺斯艾利斯铁路董事     |      |      | 有期徒刑4年                         | 有期徒刑3年                            |      |
| 奥斯卡·阿尔韦托·加里沃格利奥 Oscar Alberto Gariboglio   | Cometrans副总裁            |      |      | 有期徒刑4年                         | 有期徒刑3年                            |      |
| 何塞·多塞·波塔斯 José Doce Portas                       | Cometrans董事              |      |      | 有期徒刑4年                         | 有期徒刑3年                            |      |
| 马科斯·安东尼奥·科尔多瓦 Marcos Antonio Córdoba         | 涉事列车机车乘务员         |      |      | 有期徒刑3年6月，附加禁止驾驶列车6年 | 有期徒刑3年3月，附加禁止驾驶列车6年6月 |      |
| 丹尼尔·吉多·洛多拉 Daniel Guido Lodola                  | 萨米恩托线主管             |      |      | 缓刑3年                             | 无罪                                   |      |

## 反应

### 国内
阿根廷国家总统克里斯蒂娜·费尔南德斯·德基什内尔宣布全国哀悼48小时，布宜诺斯艾利斯市政府首脑毛里西奧·馬克里宣布全市哀悼，布宜诺斯艾利斯省长丹尼尔·肖利也在宣布全省哀悼。
众议员费尔南多·索拉纳斯指责运营公司布宜诺斯艾利斯铁路和国家交通监管委员会。
激进公民联盟和ARI公民联盟谴责萨米恩托线和阿根廷铁路系统的糟糕状况以及克里斯蒂娜·费尔南德斯·德基什内尔和国家审计总署的管理。
国家审计总长莱安德罗·德斯波伊表示政府在授予公共服务方面负有重大责任。2012年3月2日，审计总署发布报告建议敦促布宜诺斯艾利斯铁路开展维护任务，确保特许经营资产的正确保护和运行安全，并为机车车辆执行所有例行程序。
事发当日下午，交通秘书处长胡安·巴勃罗·斯基亚维举行新闻发布会但未回答问题，在发布会上他提及列车在进站最后40米为什么没有停下来并指出列车以正常速度驶入。他还指出前两节车厢乘客众多，伤亡人数更多，且“前两节车厢因为大家都想先下车，所以挤满了人”，他还认为如果事故发生在节假日的话，伤亡不会这么严重。
2012年6月5日，布宜诺斯艾利斯铁路发表声明，否认“危及会计文件安全”或“妨碍司法行动”。此前，该公司老板克劳迪奥·奇里利亚诺与其他三名公司高管因涉嫌妨碍调查而被捕。12日，电视节目晚间电视播放了一段搬家公司员工录制的视频，该员工称他们被要求搬运时不得留下任何文件。这些资料从布宜诺斯艾利斯铁路总部所在的雷蒂罗搬到先进交通科技公司办公地圣马丁区。两天后该消息被证实。两辆载满公司文件的货车遭到搜查。公司方面指责这一切都是工会代表出于政治动机制造的。
2013年2月22日，事件一周年之际，数百人聚集游行，悼念51名遇难者。

### 国际社会
- 乌拉圭总统何塞·穆希卡致电阿根廷政府，表达对阿根廷的“支持和敬意”，并会提供“任何必要的援助”。[78]
- 智利总统塞瓦斯蒂安·皮涅拉在该国一家医院的揭幕仪式上谈及此事，称“将会采取措施向阿根廷兄弟提供援助”。[78]
- 委內瑞拉总统乌戈·查韦斯表示委内瑞拉为姐妹国阿根廷共和国哀悼，重申其无条件的友谊和继续在区域发展和拉丁美洲联盟主权建设中前进的无限意愿。[79]
- 墨西哥政府发表声明为阿根廷人民和政府表达哀悼。[80]
- 巴拉圭总统费尔南多·卢戈在2012年2月24日星期五访问阿根廷，对列车事故的受害者表示慰问和支持。[81]
- 尼加拉瓜总统丹尼尔·奥尔特加对此事表示哀悼，表达了对克里斯蒂娜·费尔南德斯总统和全国人民的声援。[82]
- 总统波尔菲里奥·洛沃在2月24日晚间表达对阿根廷人民、克里斯蒂娜·费尔南德斯总统以及50名遇难者和至少700名伤者的家属表达声援。[83]
- 西班牙首相马里亚诺·拉霍伊政府发表声明。[來源請求]
- 英国外交部欧洲和美洲事务国务大臣傑雷米·布朗致电阿根廷表达对此次悲剧的哀悼。[84]
- 聖座教宗本笃十六世为事故遇难者祈祷。[85]

## 注解
1. ↑  在第一场针对此案的司法调查中，法院认定事故由于机车乘务员刹车过晚且列车行驶速度超过规定值，同样认定营运方和政府官员在资源管理方面的欺诈以及增加事故风险需要承当责任。
2. ↑  在第二起针对此案的司法调查中，法院认为资源管理的欺诈行为无法造成事故或促进事故发生。
3. ↑  事故发生于九月十一日车站，其周边地区被非正式称为十一区。
4. 1 2  其中一人怀有身孕。第一案称有死亡人数为51人，外加将降生1人。[3]

### 判决书
- Tassara, Jorge Alberto; Giménez Uriburu, Rodrigo; Gorini, Jorge Luciano.  (PDF). Tribunal Oral en lo Criminal Federal N° 2. 2016. （原始内容 (PDF)存档于2021-10-31） （西班牙语）.

## 外部連結
- . 布宜诺斯艾利斯市政府. 2012-02-23. （原始内容存档于2012-02-24） （西班牙语）.